# Arctia tapeta
Arctia tapeta là một loài bướm đêm thuộc phân họ Arctiinae, họ Erebidae.